# Ladignac-le-Long
Ladignac-le-Long é uma comuna francesa na região administrativa da Nova Aquitânia, no departamento de Alto Vienne. Estende-se por uma área de 47,21 km². Em 2010 a comuna tinha 1 185 habitantes (densidade: 25,1 hab./km²).